# Île Monsin
L'île Monsin est une île de la ville belge de Liège, située entre la Meuse et le canal Albert.

## Situation et description
Cette île plate se situe au nord-est de la ville de Liège à l'intérieur d'un méandre de la Meuse. Elle a pris sa configuration actuelle dans les années 1930 lors du creusement du canal Albert qui se détache de la Meuse à la pointe sud de l'île où se trouvent le mémorial Albert Ier et sa statue. Auparavant, l'île existait déjà. Elle était alors contournée par l'ouest par un bras secondaire de la Meuse.
La rue de l'île Monsin parcourt toute l'île sur une distance de 2 500 m. 
L'île a une superficie de 1,02 km2 en excluant les darses, 1,19 km2 en les incluant.

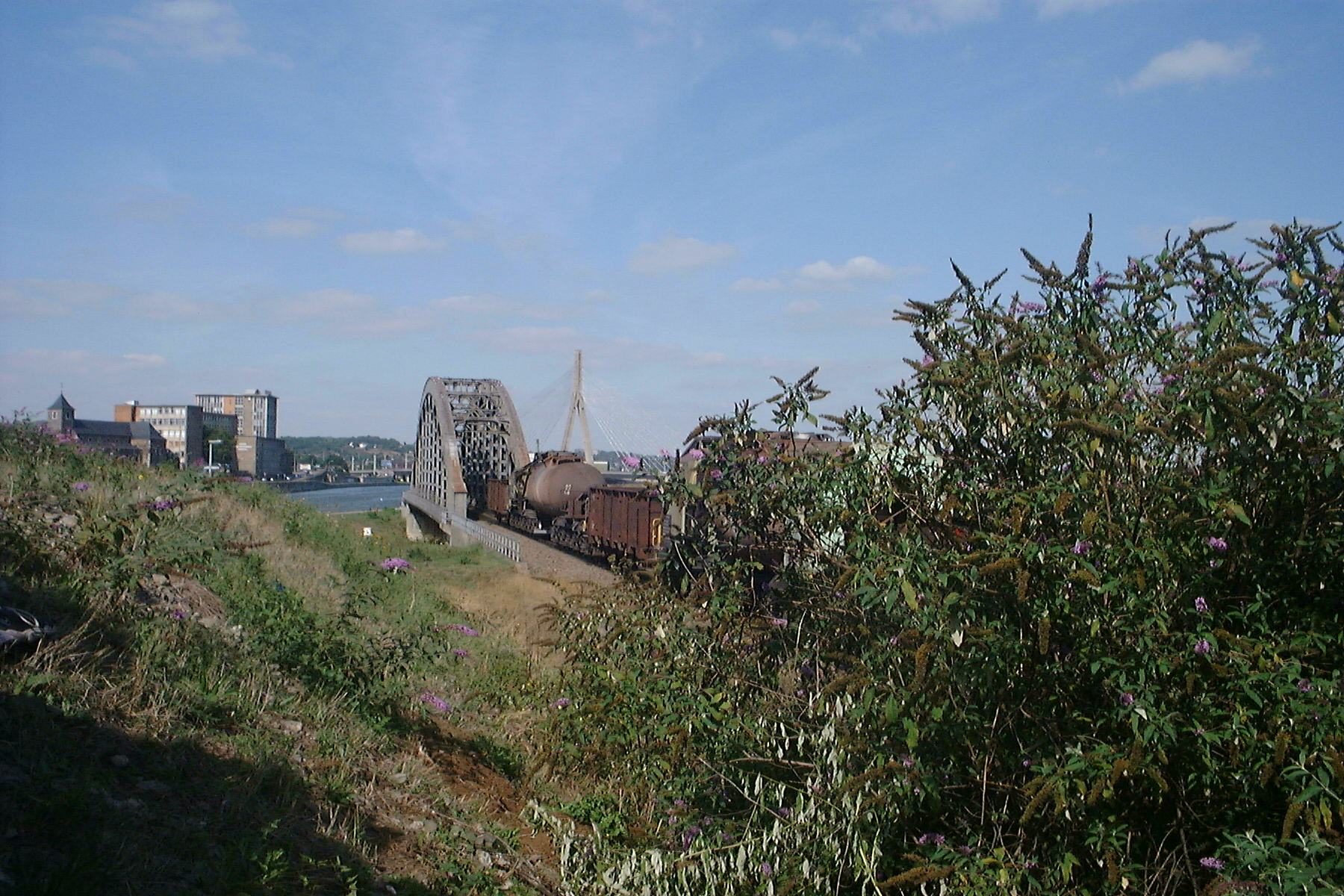
Train sur le pont sur le canal de Monsin, gagnant l'île

L'île est accessible par trois ponts routiers. Deux franchissent le canal Albert : le pont Marexhe et le pont de Milsaucy. Du côté est, le pont-barrage de Monsin traverse la Meuse. Deux ponts ferroviaires à voie unique qui portent la ligne industrielle entre Jupille et Hermalle-sous-Argenteau rejoignent l'île.
L'île possède deux darses situées sur le canal Albert : la darse nord d'une longueur de 430 m et la darse sud d'une longueur de 595 m. Ces darses ont une largeur d'environ 69 m.

## Toponymie
Monsin viendrait du latin Mansio signifiant la halte, l'étape, le relais, l'auberge. Sur la carte de Ferraris éditée en 1777, le lieu est répertorié comme Isle Monsaint.

## Activités
Le port autonome de Liège occupe la quasi-totalité de l'île. 
Le Royal Yacht Club de la Meuse (RYCM) se situe à la pointe sud-ouest de l'île.

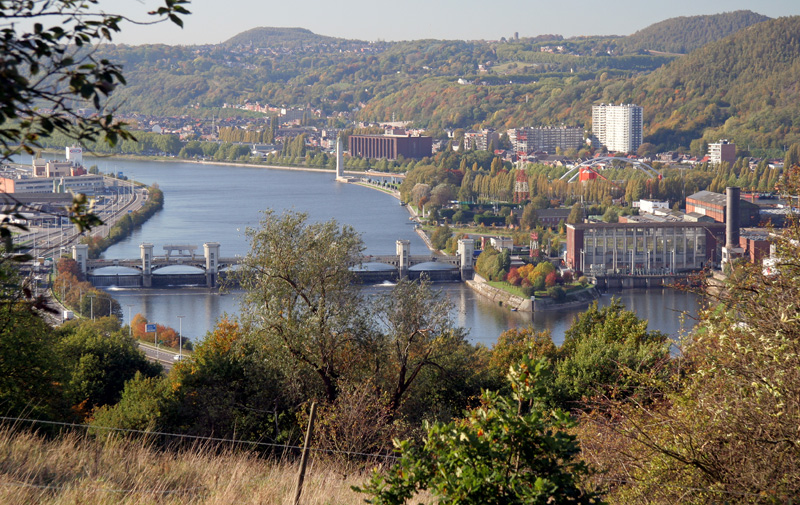
L'ile Monsin vue de l'aval